# Requiem (álbum de Bathory)
Requiem es el séptimo álbum de Bathory. Cambia el estilo viking metal de los tres discos anteriores hacia un retro-thrash metal que recuerda a muchas de las bandas que influenciaron Bathory.

## Lista de canciones
1. "Requiem" – 5:00
2. "Crosstitution" – 3:16
3. "Necroticus" – 3:19
4. "War Machine" – 3:18
5. "Blood and Soil" – 3:34
6. "Pax Vobiscum" – 4:13
7. "Suffocate" – 3:36
8. "Distinguish to Kill" – 3:16
9. "Apocalypse" – 3:49

## Créditos
- Quorthon - Guitarras, Vocales
- Kothaar - Bajo
- Vvornth - Percusión, Batería

- Datos: Q1081898